# Philoponella oweni
Philoponella oweni là một loài nhện trong họ Uloboridae.
Loài này thuộc chi Philoponella. Philoponella oweni được Ralph Vary Chamberlin miêu tả năm 1924.
Chúng có chiều dài khoảng 4,7–7,1 mm và chủ yếu được tìm thấy ở các vùng phía tây nam khô cằn của Hoa Kỳ.